# Kanold GmbH
Die Kanold GmbH war ein Hersteller von Bonbons. Das deutsche Unternehmen Kanold Sahnebonbons wurde 1914 in Berlin als Tochterunternehmen eines schwedischen Herstellers gegründet. Nach Ende des Zweiten Weltkriegs verlagerte das Unternehmen nach Westdeutschland, erst nach Essen, dann nach Duisburg und schließlich nach Hilden. 1986 stellte das Unternehmen den Geschäftsbetrieb ein.

## Geschichte

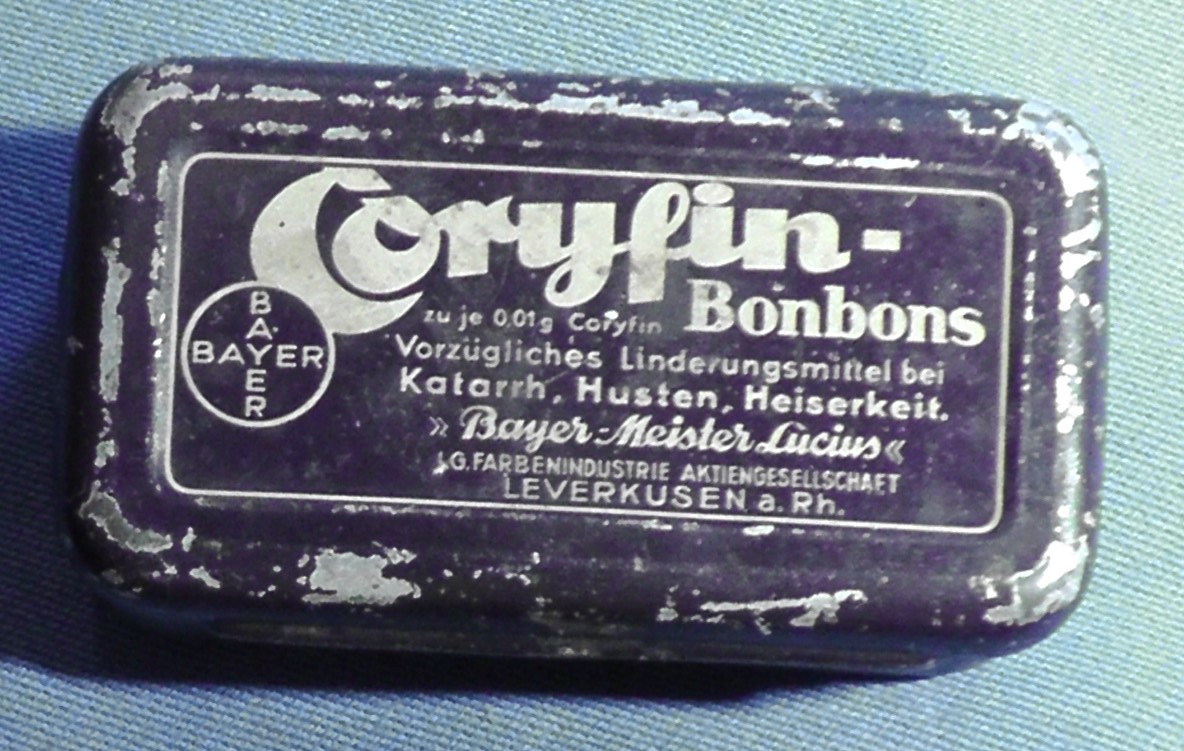
Dose für Coryfin Bonbons

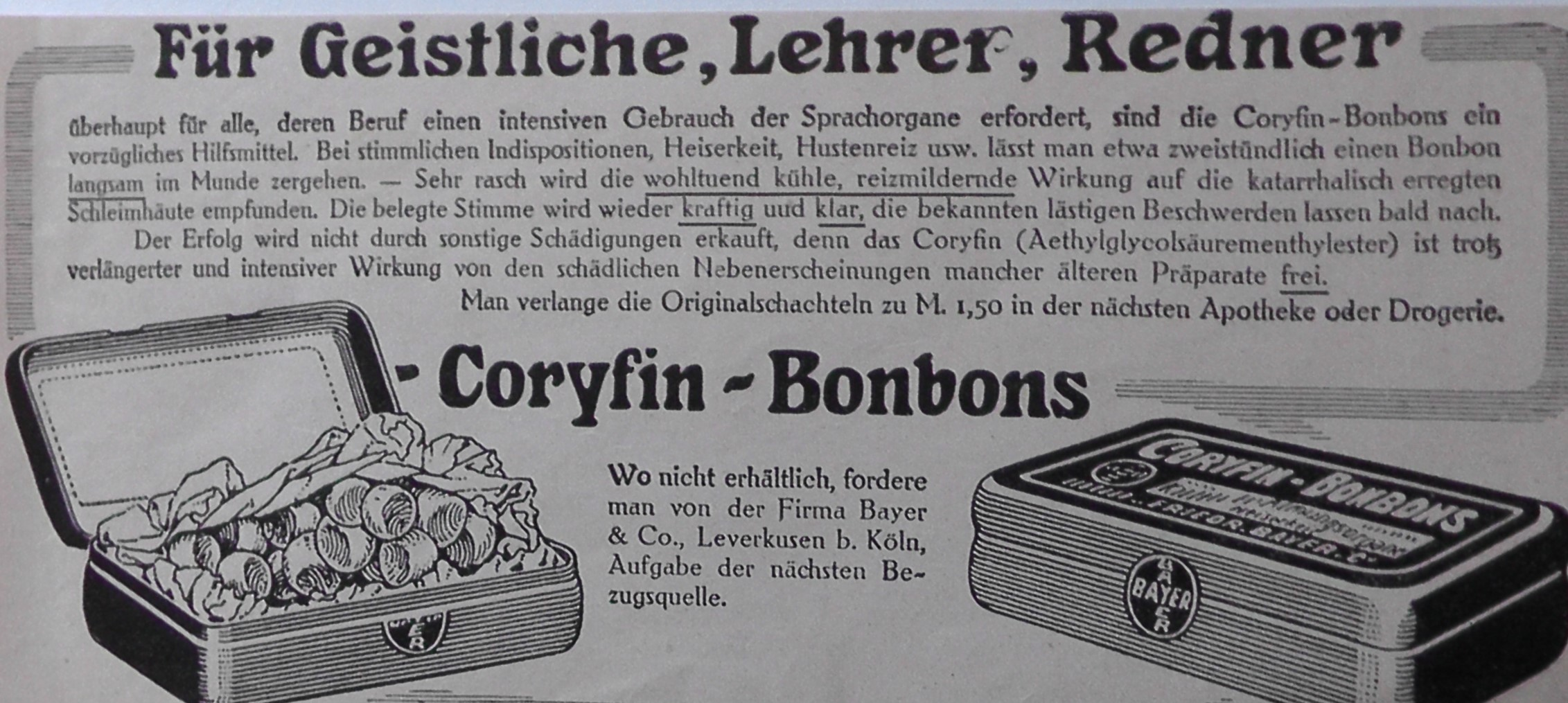
Coryfin

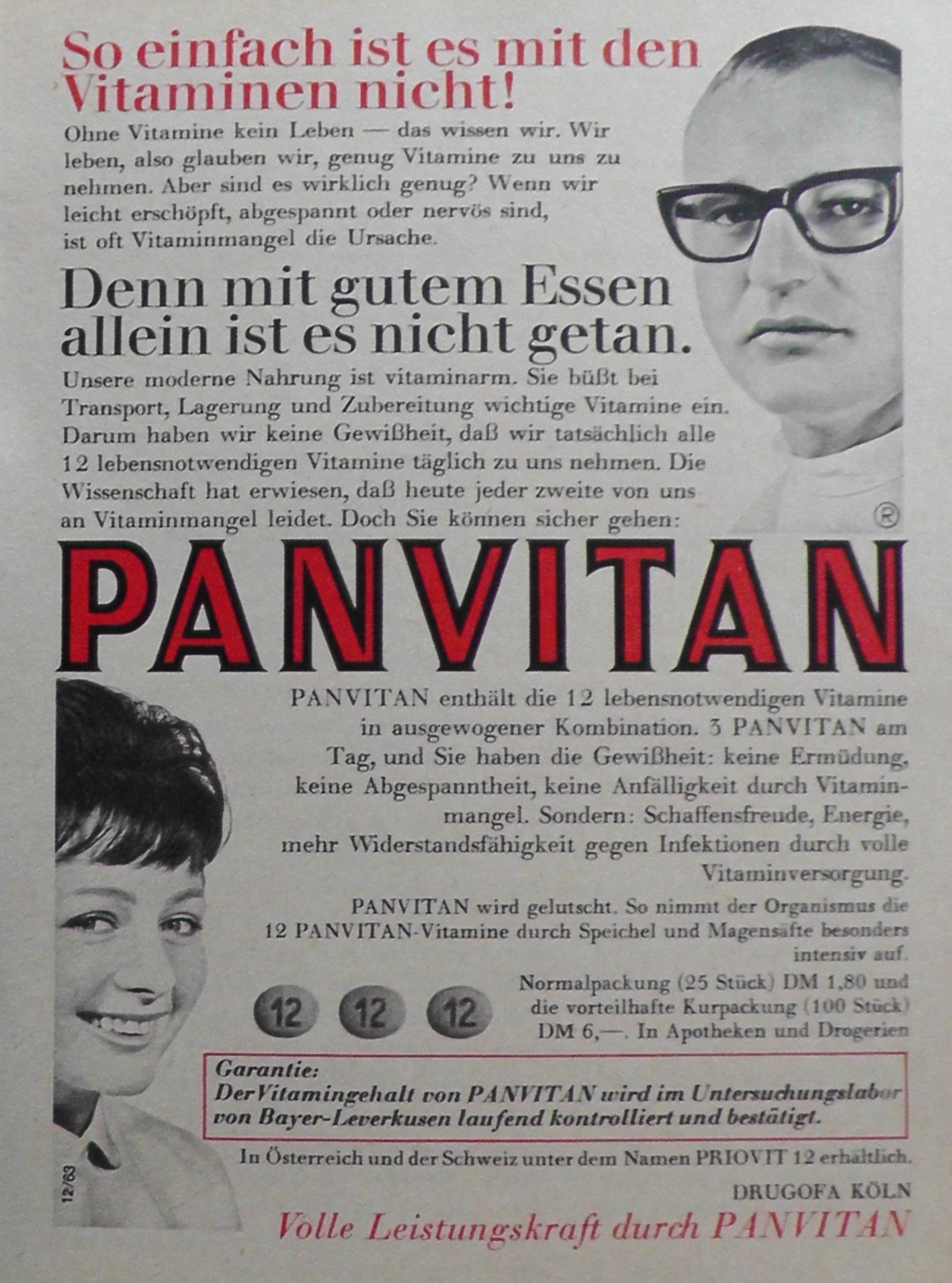
Panvitan

Die Vettern Fred G. Kanold und Anton T. Kanold betrieben ab 1901 in Göteborg in Schweden die Schokoladen- und Bonbonfabrik Bröderna Kanold. In Berlin gründeten sie im Juni 1914 zusammen mit Joachim Wohlgemuth die Firma Kanold Sahnebonbons. 1914 galt in der Traditionsüberlieferung des Unternehmens als Gründungsjahr.
Nach 1945 verlegte Kanold-Sahnebonbons seinen Firmensitz zuerst nach Essen, und dann nach Duisburg. Sein Sohn Bernhard Wohlgemuth wollte in Duisburg erweitern. Da jedoch das Gelände nur gemietet war und die Eigentümer in Duisburg nicht verkaufen wollten, nahm Kanold das Verkaufsangebot von Heinrich Mudersbach gern an, die Firma mit Grund, Boden und Verkaufsorganisation zu kaufen. Sie gliederten sie als Süßwarenfabrik Hildanus GmbH & Co. KG in die Kanold GmbH ein. Die persönlich haftenden Gesellschafter waren Bernhard Wohlgemuth und seine Schwestern Grete Magnus. Die Kommanditistin war Meike Homfeld.
Kanold produzierte für die Firma Bayer AG in Leverkusen die Hustenbonbons „Coryfin“  und die Vitaminbonbons „Panvitan“.
Da die Firma von der Bayer AG in Leverkusen einen unbefristeten Liefervertrag für die Hustenbonbons der Marke „Coryfin“ und die Vitaminbonbons der Marke „Panvitan“ erhielt, konnte sie investieren und den Maschinenpark erneuern. Es wurde eine neue, 35 Meter lange automatische Verpackungsstraße der Maschinenfabrik Hansella in Viersen für ungefüllte und gefüllte Hartkaramellen mit einer Tagesleistung von acht bis zehn Tonnen errichtet. Drei Mann überwachten die Anlage. Der Maschinenpark von „Hildanus“ in Hilden zählte zu den modernsten der ganzen Branche.
Damit konnte Bernhard Wohlgemuth expandieren und konnte zwei weitere pharmazeutische Betriebe, den Bahlsen-Konzern und die Schokoladenfabrik Gubor in Dettingen unter Teck als Großkunden gewinnen. Mit dem Bahlsen-Gubor-Konzern machte der Umsatz 1980 mit 21 Millionen D-Mark schon 40 Prozent des Gesamtumsatzes aus.
Mit Gummi-Bonbons erweiterte Kanold zunächst erfolgreich sein Sortiment. Nach Ansicht von Bernhard Wohlgemuth führte der Import von Dragee-Ostereiern aus der DDR zu Absatzschwierigkeiten der Kanold-Dragees. In Hilden wurde die Dragee-Produktion eingestellt und die Anlagen demontiert. Als Anfang der 1980er Jahre die Gubor-Bonbonpalette nicht mehr bestellt wurde, waren das für Kanold 40 Prozent weniger Umsatz. Auch die Bayer AG stellte den Ankauf seiner Hustenbonbons „Coryfin“ und „Panvitan“ ein.
Der 72-Jährige Bernhard Wohlgemuth verkaufte 1984 die Kanold GmbH an die Firma „All Sweets“ in Pinneberg. Es war damals in Deutschland der zweitgrößten Kaugummi-Hersteller. Da jedoch der Kaugummi-Absatz stark rückläufig war, suchte sie mit der Bonbonherstellung ein zweites Standbein. Eigentümerin des Grundstücks und Werks blieb die Hildanus GmbH & Co, die es „All Sweets“ vermietete. Kurz nachdem am 10. November 1986 die „All Sweets GmbH“ Vergleich anmeldete, ging im Dezember 1986 mit ihr auch die Kanold GmbH mit seinen 110 Mitarbeitern in Konkurs.
Die deutsche Niederlassung des niederländischen Van-Melle-Konzerns kaufte das Kanold-GmbH Unternehmen aus der Konkursmasse. Im Juni 1987 wurde das Kanold-Werk in Hilden geschlossen. Eine rentable Produktion war hier nicht mehr möglich. Das Werk wurde abgerissen. Auf seinem Platz befindet sich heute „Aldi Süd“, Hilden, Richrather Straße 126.

### Zuckerwarenfabrik Hildanus

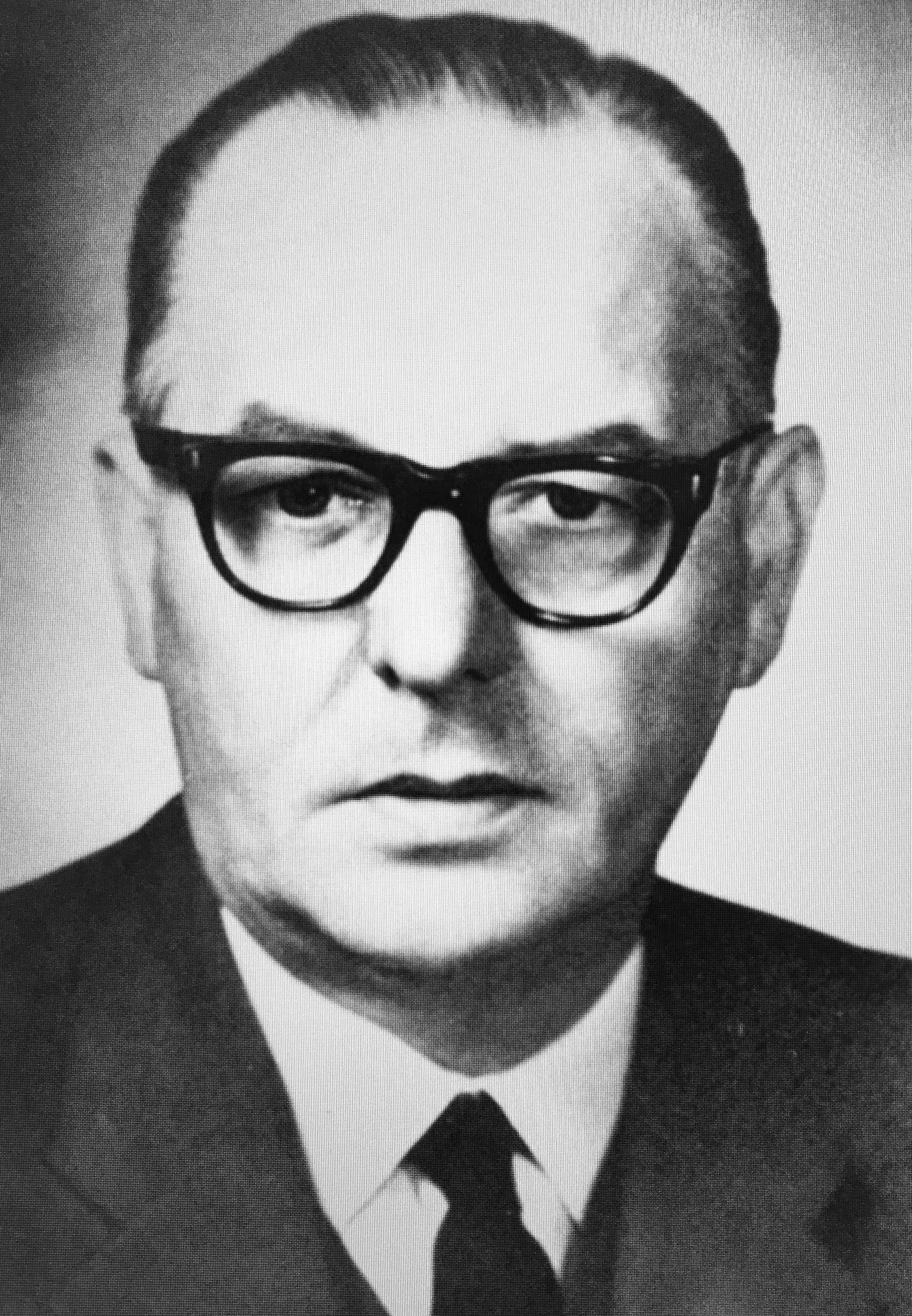
Heinz Mudersbach

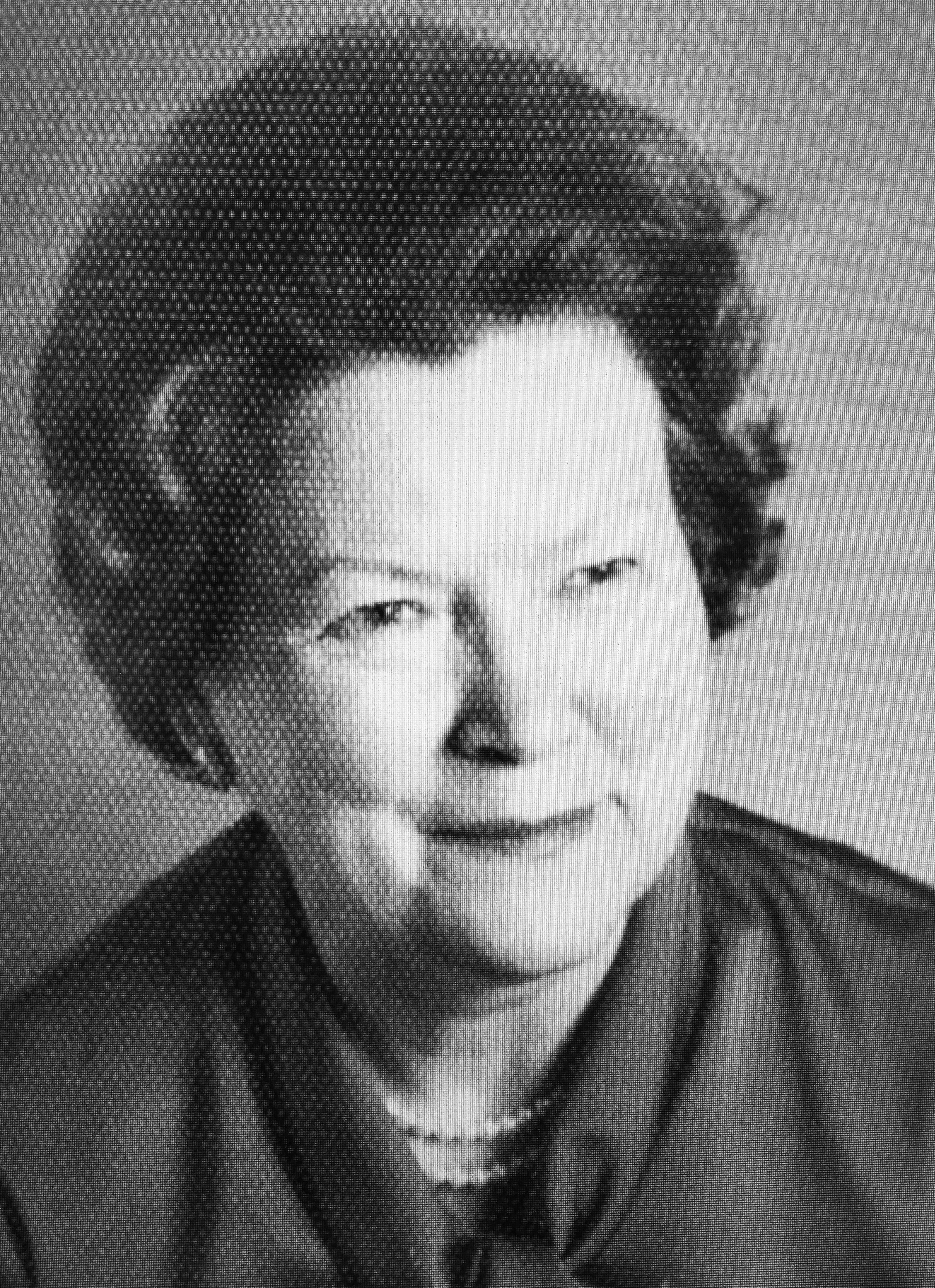
Wilma Mudersbach

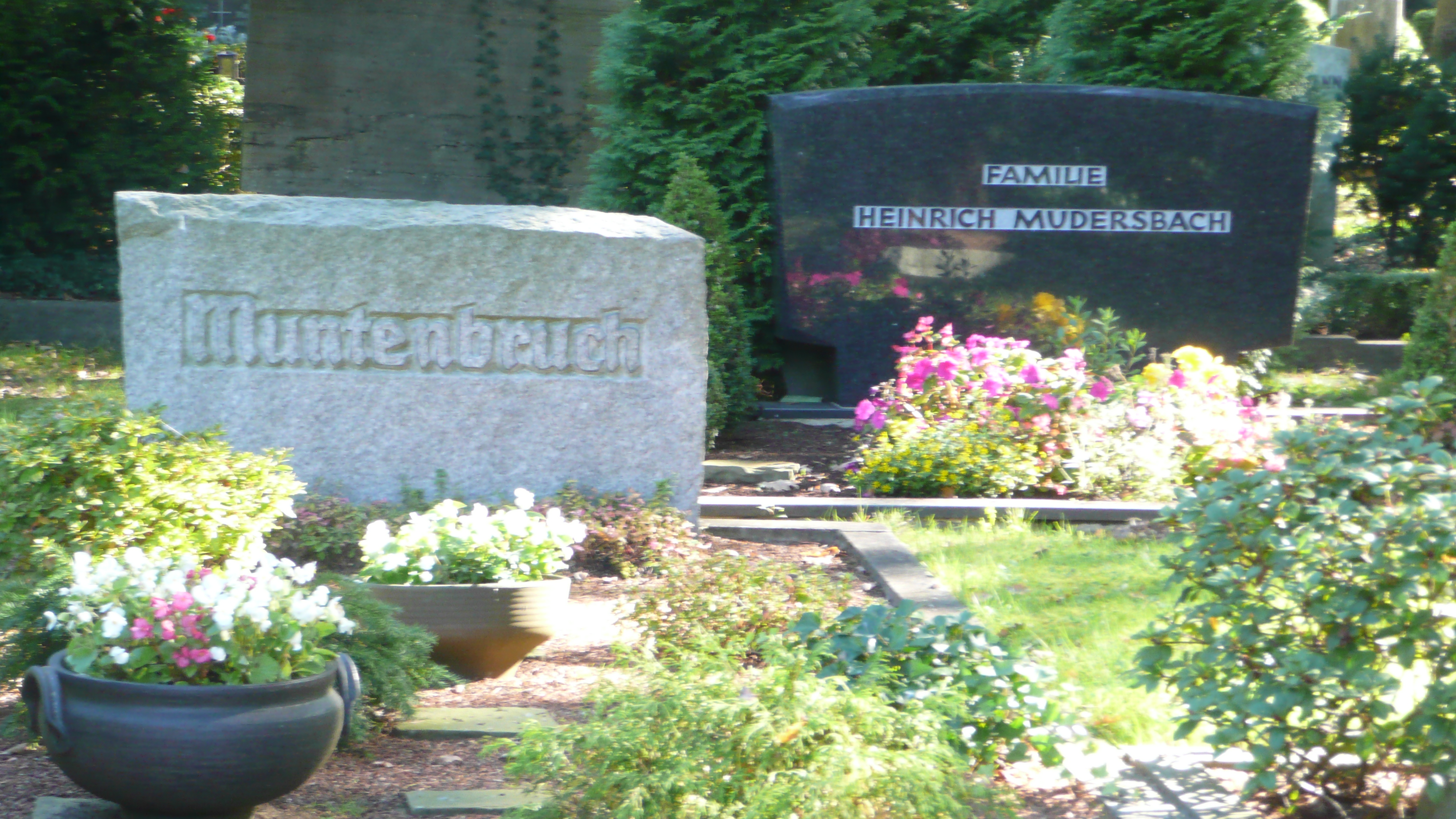
Grabanlage Mudersbach, Hilden Hauptfriedhof

Der Vater von Heinrich (Heinz) Mudersbach gründete 1912 in Hilden, Verbindungsstraße die Zuckerwarenfabrik Hildanus. Sein Sohn Heinrich Mudersbach führte sie weiter und verkaufte sie in den 1960er Jahren an Bernhard Wohlgemuth, der in Duisburg die Süßwarenfabrik Kanold betrieb. die sein Sohn Heinrich († 1988) weiterführte. Sie produzierte Karamellbonbons. Beim Karnevalsumzug waren die Klümm(p)chen beliebtes Wurfmaterial. Als Unternehmenschef war Heinrich Mudersbach auch in Hilden langjähriges Ratsmitglied und FDP-Fraktionsvorsitzender.
Nach dem Tod der kinderlosen Eheleute Heinrich (Heinz) und seiner Frau Wilma Mudersbach († 1996) wurde im Juni 1996 die Heinz und Wilma Mudersbach-Stiftung mit einem Stiftungskapital von 1,11 Millionen Euro gegründet. Der Stiftungszweck ist: „Die Förderung der Lebensqualität älterer Menschen in Pflegeheimen in Hilden zu verbessern. Sie hilft in Hilden den Älteren, bei denen die öffentlichen Sozialeinrichtungen finanziell nicht wirken können. Sie unterstützt Demenzkranke in den Senioreneinrichtungen der Graf Recke Stiftung.“

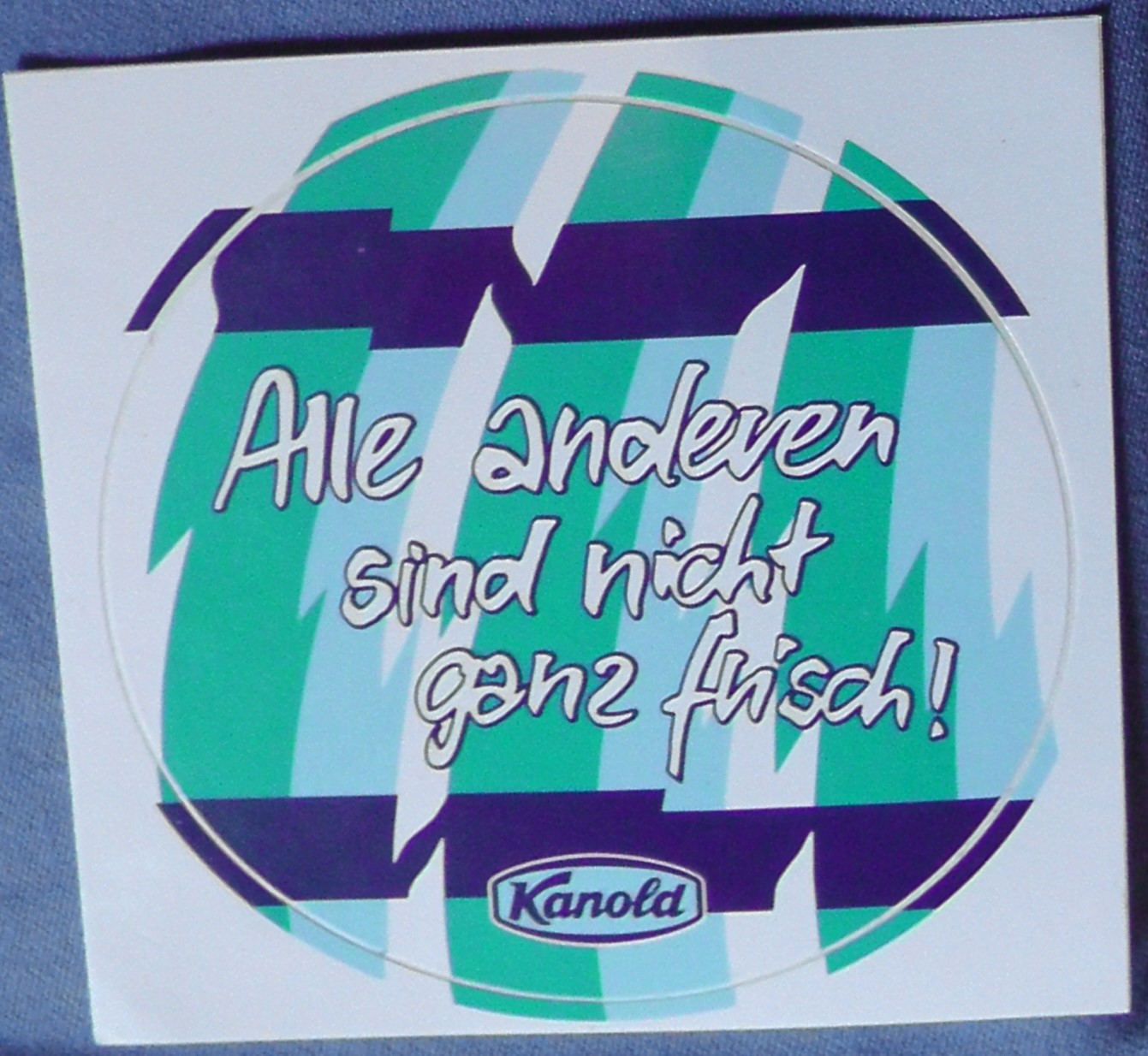
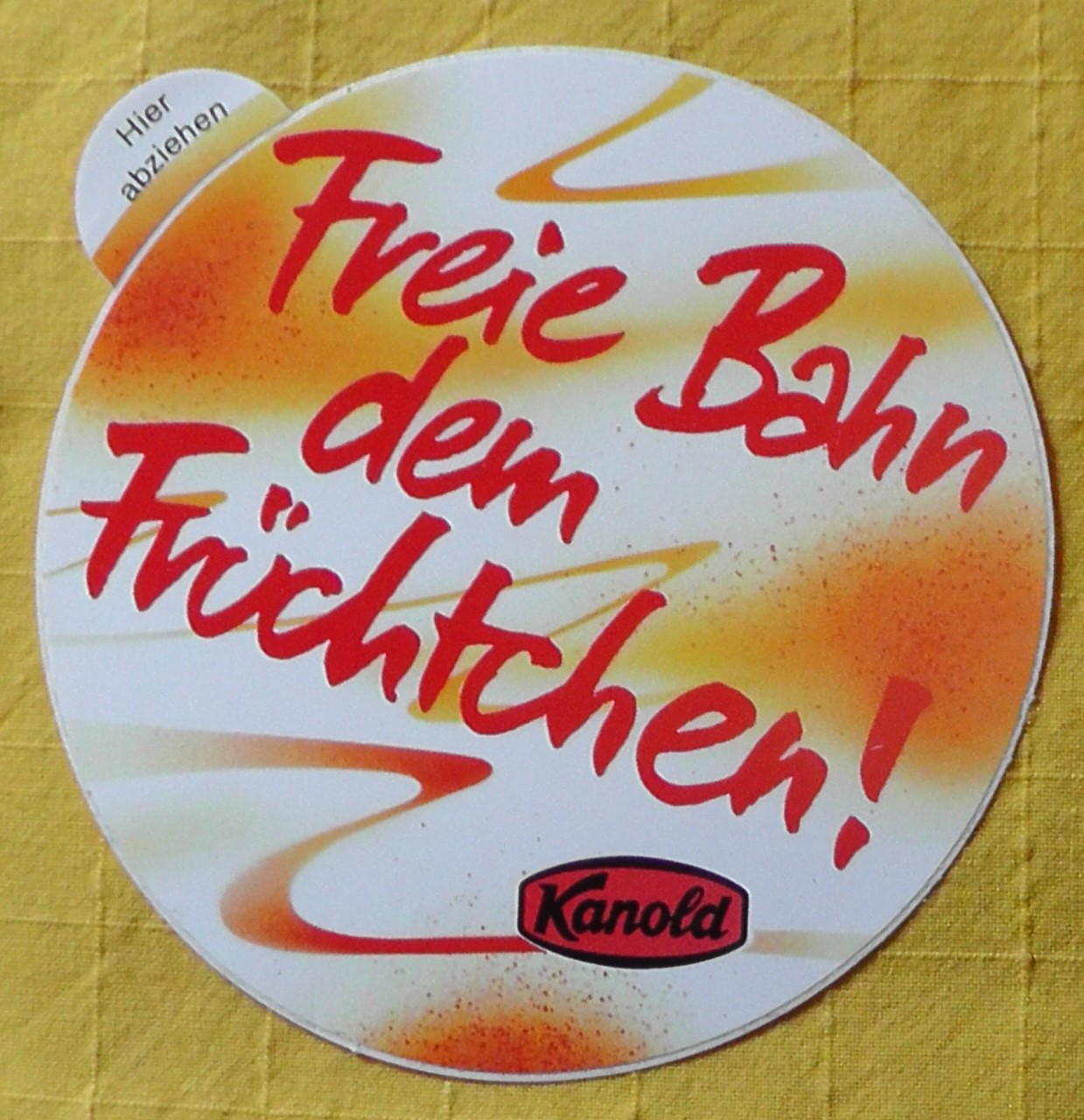
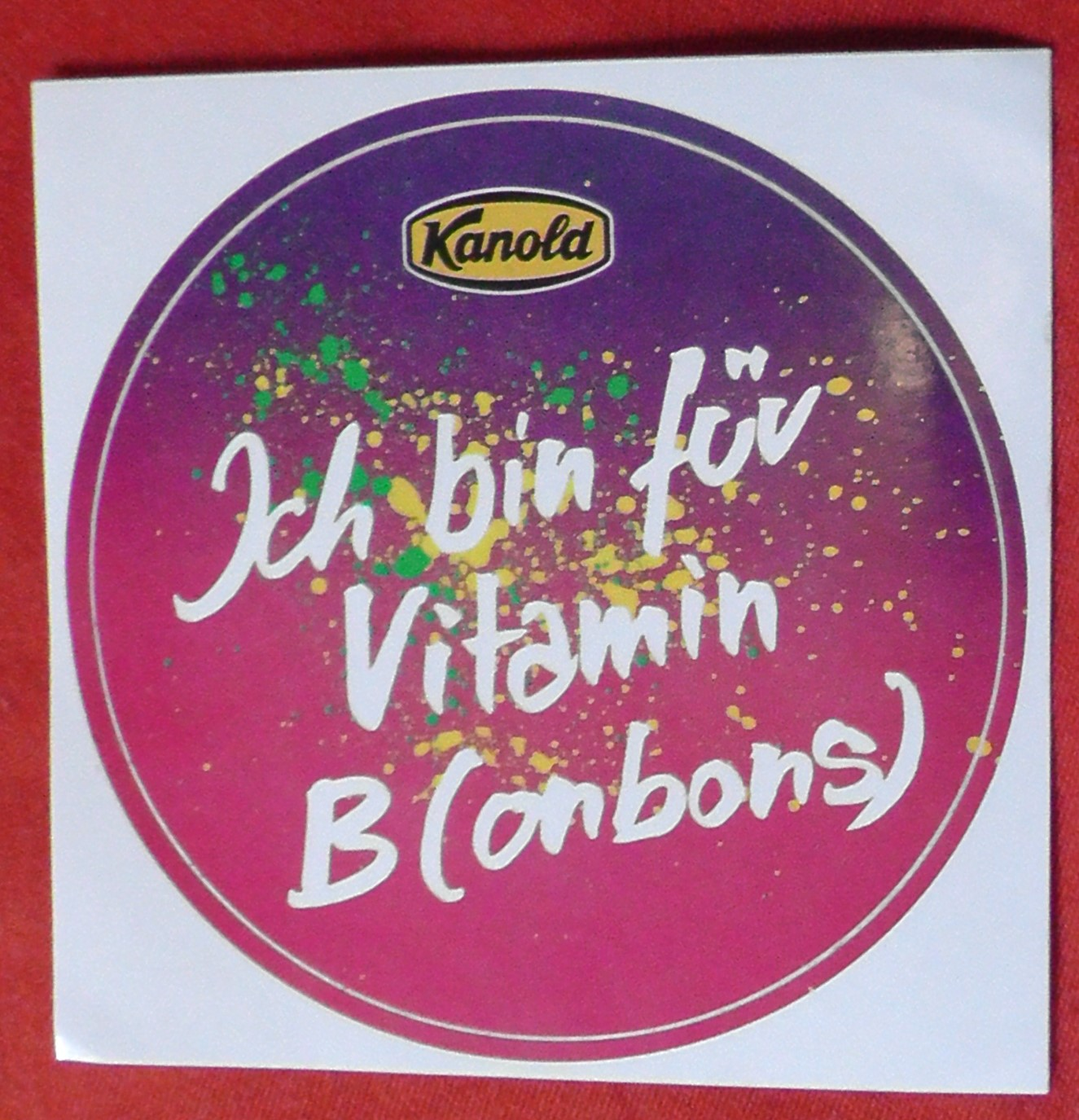
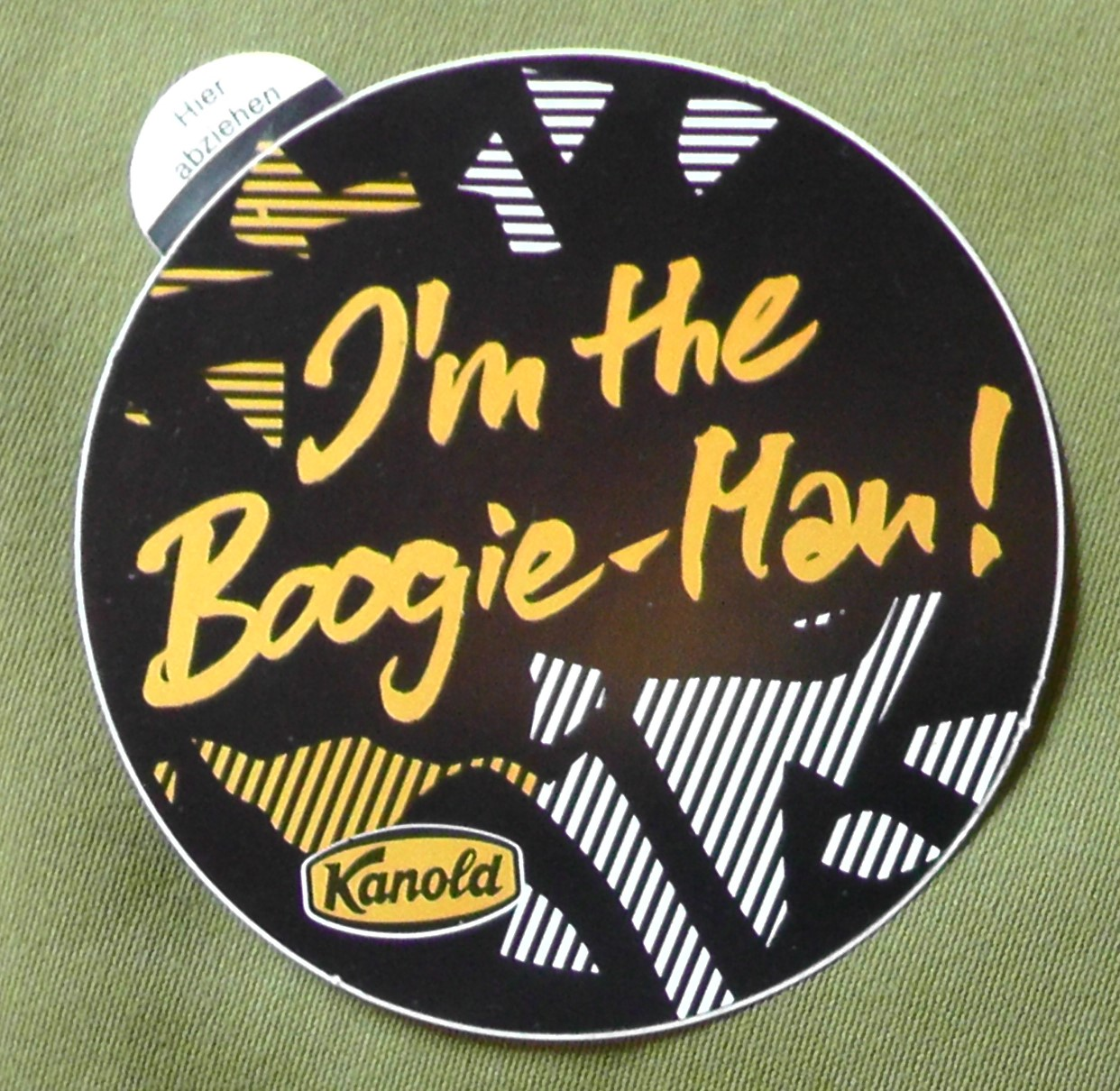
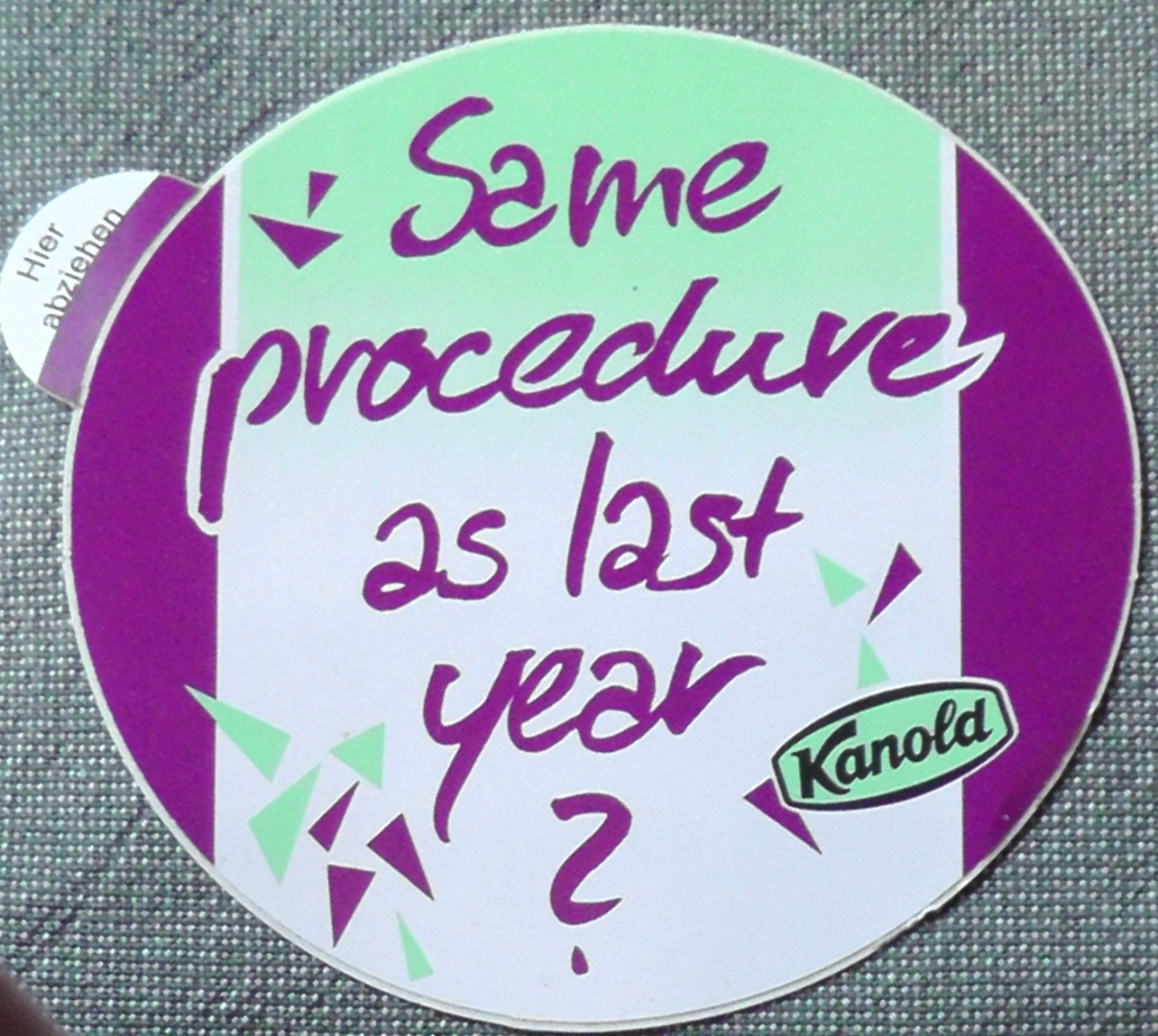

## Werbeslogans
Alle Anderen sind nicht ganz frisch;
Freie Bahn dem Früchtchen!;
Ich bin für Vitamin B(onbons);
I’m the Boogie-Man!;
Same procedure as last year?;
Bonbon wo der Geschmack zu Hause ist;
Vorsicht Bayrische Energiebündel;
Ihr könnt mir was husten!;
Kanolds Sahne-Bonbons mit der Banderole;
Kanolds Sahnen-Toffee Bonbon.